# Жетиарал
Жетиара́л (каз. Жетіарал) — село у складі Тарбагатайського району Східноказахстанської області Казахстану. Адміністративний центр Жетиаральського сільського округу.
Населення — 877 осіб (2021; 1391 у 2009, 2023 у 1999, 1934 у 1989).
Національний склад станом на 1989 рік:
- казахи — 100 %

До 1992 року село називалося Комсомол.